# 4-chlooraniline
4-chlooraniline is een toxisch chloorderivaat van aniline. Een andere naam is para-chlooraniline.(PCA) Het is een witte tot lichtgele vaste stof, die kan reageren met zuren tot een aniliniumverbinding. De stof ontleedt bij verbranding met vorming van giftige en corrosieve dampen, onder andere zoutzuur en stikstofoxiden. Ze reageert ook hevig met oxiderende stoffen.
Voordat de gevaren van deze stof onderkend werden was het een van de stoffen die standaard als introductie in de organische synthese bereid werd. De gebruikte reactie, een elektrofiele aromatische substitutie, gepaard gaande met aspecten van bescherming en regioselectiviteit, biedt een groot aantal mogelijkheden voor didactische theoretische beschouwingen.
De stof is een verontreiniging in het geneesmiddel paracetamol, indien deze stof via de benzeen-route wordt vervaardigd en niet via de fenol-route.